# زیبنایشن
سیبنایشن (به آلمانی: Siebeneichen) یک شهر در آلمان است که در هرتسوگتوم لاونبورگ واقع شده‌است. سیبنایشن ۲۴۸ نفر جمعیت دارد.